# Parque del Plata
Parque del Plata – miasto w Urugwaju, w departamencie Canelones.